# Mychajlo Fedorow

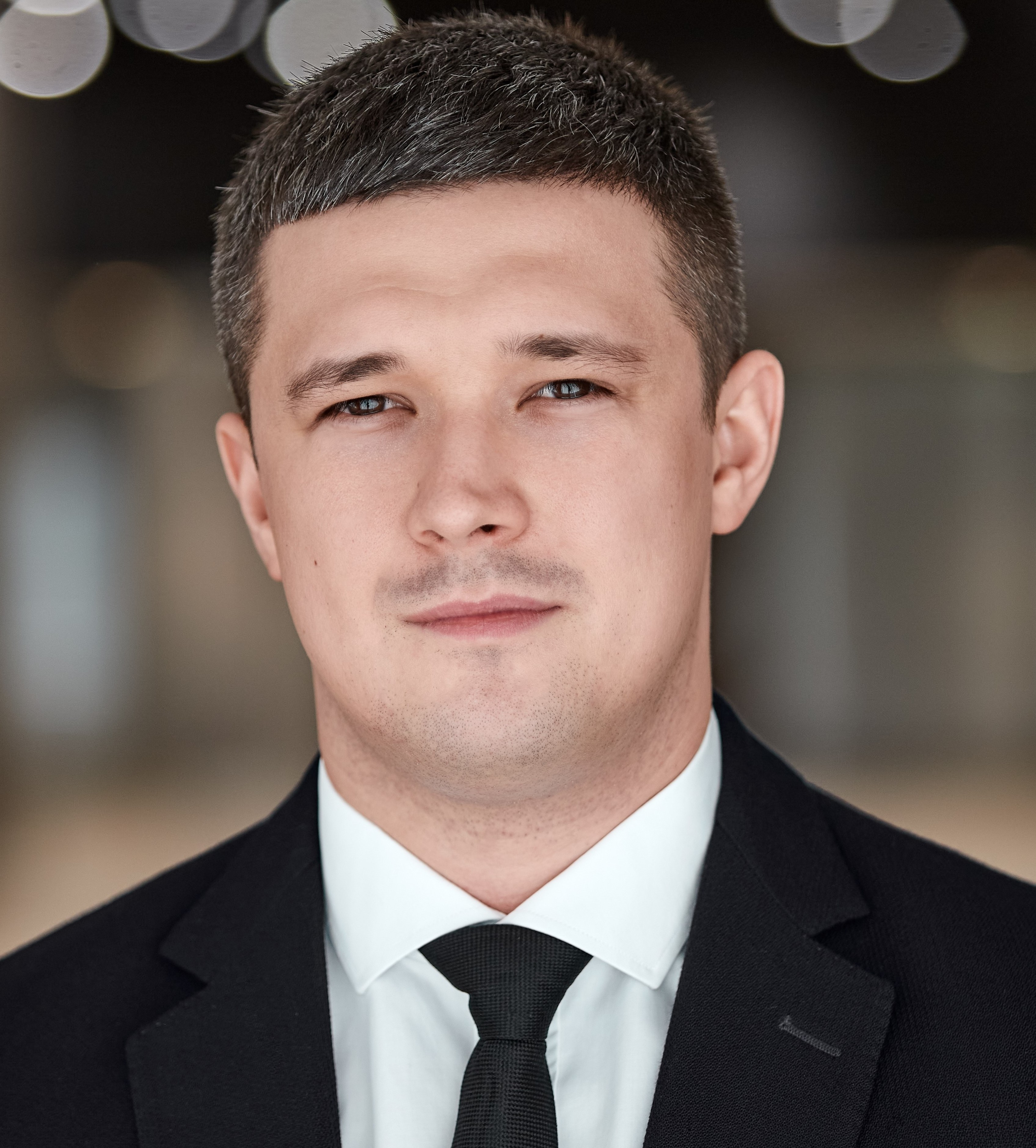
Mychajlo Fedorow (2020)

Mychajlo Albertowytsch Fedorow (ukrainisch Михайло Альбертович Федоров; * 21. Januar 1991 in Wassyliwka, Ukraine) ist ein ukrainischer Unternehmer und Politiker. Seit dem 29. August 2019 ist er Stellvertretender Ministerpräsident der Ukraine und Minister für digitale Transformation.

## Leben
Mychajlo Fedorow absolvierte die Fakultät für Soziologie und Management der Saporischschja Nationalen Universität. Als Spezialist für gezielte Werbung im Internet und in sozialen Netzwerken gründete er im Mai 2013 seine eigene Nachrichtenagentur in Saporischschja.
Bei der Parlamentswahl in der Ukraine 2014 kandidierte er erfolglos auf Listenplatz 166 der politischen Partei 5.10 für die Werchowna Rada.
Während des Präsidentschaftswahlkampfs zur Präsidentschaftswahl in der Ukraine 2019 leitete er die digitale Regie im Team von Wolodymyr Selenskyj und wurde der Öffentlichkeit als potentieller Verantwortlicher für die Computerisierung und Digitalisierung der Ukraine vorgestellt. Nach erfolgreicher Wahl Selenskyjs ernannte dieser ihn im Mai 2019 zum freiberuflichen Berater des Präsidenten der Ukraine. Für die Parlamentswahl in der Ukraine 2019 wurde er von der Partei Sluha narodu (dt. Diener des Volkes) auf Listenplatz 6 aufgestellt und wurde nach erfolgreicher Wahl am 29. August 2019 Abgeordneter der Werchowna Rada. Am selben Tag, bei der ersten Sitzung des neu gewählten Parlaments, wurde er zum Stellvertretenden Ministerpräsident der Ukraine und Minister für digitale Transformation in der Regierung Hontscharuk ernannt. Dieses Amt behielt er auch nach einer Kabinettsumbildung am 4. März 2020 im neuen Kabinett Schmyhal.